# La macchina da scrivere
La macchina da scrivere (in francese La machine à écrire), è un testo teatrale in tre atti di Jean Cocteau del 1941.
Messo in scena in francese a Parigi nello stesso anno di pubblicazione, fu tradotto da Adolfo Franci e rappresentato per la prima volta in Italia il 2 ottobre 1945 al teatro Eliseo di Roma per la regia di Luchino Visconti dalla compagnia Calindri-Adani-Gassman.
Cocteau disegna un quadro sarcastico della meschinità e del vizio dietro alla vita provinciale borghese.
È la storia di una serie di suicidi apparenti in cui tutte le vittime lasciano sempre un bigliettino che si rivelerà scritto con la medesima macchina da scrivere, circostanza che smentisce la tesi dei suicidi.
La critica (fra cui ritroviamo Paolo Grassi) sosterrà questo spettacolo che aiuterà Visconti a diventare uno dei personaggi più importanti del teatro italiano.